# Calder Willingham
Calder Baynard Willingham (* 23. Dezember 1922 in Atlanta, Georgia; † 19. Februar 1995 in Laconia, New Hampshire) war ein US-amerikanischer Schriftsteller und Drehbuchautor. In Deutschland bekannt wurden vor allem die Drehbücher zu Filmen wie Die Reifeprüfung oder Wege zum Ruhm.

## Bibliografie
- End as a Man (1947)
- Geraldine Bradshaw (1950)
- Gates of Hell (1951)
- Reach to the Stars (1951)
- Natural Child (1952)
- To Eat a Peach (1955)
- Eternal Fire (1963)
  - Deutsch: Zeit der Magnolienblüte oder Die Versuchung der Laurie Mae. Übersetzt von von Ulla H. de Herrera. Kindler, München 1965. Taschenbuch unter dem Titel: Die Versuchung der Laurie Mae. Lübbe, Bergisch Gladbach 1982, ISBN 3-404-17065-2.
- Providence Island (1969)
  - Deutsch: Die Gestrandeten : Roman. Übersetzt von Georgette Beecher-Kindler. Lichtenberg, München 1970.
- Rambling Rose (1972)
  - Deutsch: Wie ein Falter im Wind. Übersetzt von Gerhard Vorkamp. Lichtenberg, München 1977, ISBN 3-7852-1197-X. Weitere Übersetzung: Die Lust der schönen Rose. Übersetzt von Peter Pfaffinger. Heyne, München 1992, ISBN 3-453-05545-4.
- The Big Nickel (1975)
  - Deutsch: Die Traumfrau. Übersetzt von Gerhard Vorkamp. Lichtenberg, München 1979, ISBN 3-7852-1222-4.
- The Building of Venus Four (1977)

## Filmografie
- 1957: Stirb wie ein Mann (The Strange One)
- 1957: Wege zum Ruhm (Paths of Glory)
- 1957: Die Brücke am Kwai (The Bridge on the River Kwai) (nicht im Abspann genannt)
- 1958: Die Wikinger (The Vikings)
- 1959: Der Besessene (One-Eyed Jacks)
- 1967: Die Reifeprüfung (The Graduate)
- 1970: Little Big Man
- 1974: Diebe wie wir (Thieves like us)
- 1991: Die Lust der schönen Rose (Rambling Rose)

## Auszeichnungen
Im Jahr 1968 war Willingham mit dem Film Die Reifeprüfung für den Oscar für das beste adaptierte Drehbuch nominiert und gewann damit im Jahr 1969 den Britischen Filmpreis in der Kategorie Bestes Drehbuch.